# Cercospora modiolae
Cercospora modiolae är en svampart som beskrevs av Tharp 1917. Cercospora modiolae ingår i släktet Cercospora och familjen Mycosphaerellaceae.   Inga underarter finns listade i Catalogue of Life.